# Road to Germany
Road to Germany is de 113e aflevering van de Amerikaanse animatieserie Family Guy. Het is de vierde aflevering uit de speciale Road to... reeks.

## Verhaal
Tijdens een Oscars-feestje bij de Griffins thuis, moet Mort naar de badkamer en struikelt per ongeluk in Stewies tijdmachine (die voor het eerst verschijnt in deze aflevering). Brian merkt zijn verdwijning na een uur en gaat op zoek in het huis, om uiteindelijk een gesprek te hebben met Stewie, dat het duo leidt tot de conclusie dat Mort in de machine is gevallen. Onmiddellijk reizen ze terug in de tijd en vinden Mort in een kerk in Warschau op 1 september 1939. Tijdens het huwelijk van Morts grootouders in de kerk, wordt Warschau binnengevallen door de nazi's en Brian, Stewie en Mort ontdekken dat de tijdmachine plat is en proberen het land op andere manier te ontvluchten.
Na een achtervolging door nazi-soldaten, steelt het trio een duikboot en geraakt tot in Engeland. Daar meldt Stewie zich aan als piloot in de Royal Air Force en strijdt met een vloot van Luftwaffe-vliegtuigen, waarna het vliegtuig van het trio crasht tegen een berg. Brian, Stewie en Mort overleven en maken hun weg naar Berlijn, waar Brian en Mort zich vermommen als soldaten en Stewie als Adolf Hitler. Door hun vermommingen kunnen ze uranium stelen om de tijdmachine te activeren, maar ontmoeten de echte Hitler, die hen wil executeren, tenzij ze een liedje zingen. Brian and Stewie maken zich klaar om een lied te zingen (Wherever), maar springen snel in de tijdmachine na een bevel van Mort en reizen terug naar het heden.